# Lapachol
Lapachol es un compuesto natural fenólico aislado de la corteza del árbol de lapacho. Este árbol es conocido botánicamente como Handroanthus impetiginosus, pero era conocida anteriormente por varios otros nombres botánicos como Tabebuia avellanedae. Lapachol también se encuentra en otros especies de Handroanthus.
Lapachol se encuentra generalmente como un polvo de color amarillo, irritante de la piel a partir de la madera. Químicamente, es un derivado de naftoquinona, relacionados con la vitamina K.
Una vez estudiado como un posible tratamiento para algunos tipos de cáncer, el potencial de lapachol ahora se considera bajo, debido a sus efectos secundarios tóxicos.
Su biosíntesis está vinculada a la ruta del 1,4-dihidronaftoato, en común con la biosíntesis de la vitamina K.